# Aleurolobus wunni
Aleurolobus wunni là một loài côn trùng cánh nửa trong họ Aleyrodidae, phân họ Aleyrodinae.
Aleurolobus wunni được Ryberg miêu tả khoa học đầu tiên năm 1938.